# Astilleros y Maestranzas de la Armada
Astilleros y Maestranzas de la Armada, más conocido por el acrónimo ASMAR, es una empresa chilena estatal de derecho público y administración autónoma, prestadora de servicios en construcción, mantenimiento, reparación y modernización en la industria naval, tanto en buques civiles como militares.
Nace en 1895 bajo el nombre de Arsenales de Marina, siendo una de las empresas de la industria naval más antiguas de América Latina. En 1960 fue creada como empresa autónoma del Estado con su nombre actual (ASMAR).
Es la empresa de reparación y construcción naval más grande e importante de Chile, y posee 3 instalaciones principales ubicadas en Valparaíso, Talcahuano y Punta Arenas, y mantiene 3.211 trabajadores distribuidos en éstas. Su principal astillero se ubica en la base naval de Talcahuano, en la Región del Bío-Bío, mientras que su Dirección Corporativa se encuentra en Valparaíso.
Tiene dos empresas relacionadas: SOCIBER, Sociedad Iberoamericana de Reparaciones Navales Ltda., cuya propiedad es compartida en partes iguales con el astillero español Navantia S.A. para la operación del dique "Valparaíso III", en la bahía del mismo nombre; y SISDEF Ltda., empresa orientada a la fabricación de soluciones para sistemas de mando y control, donde posee el 90% de la propiedad. 
Mantiene contratos de colaboración con otros astilleros y fabricantes privados tanto chilenos como extranjeros, logrando rentabilidades positivas con ganancias netas por 11,6 millones de dólares el 2017.

## Producción

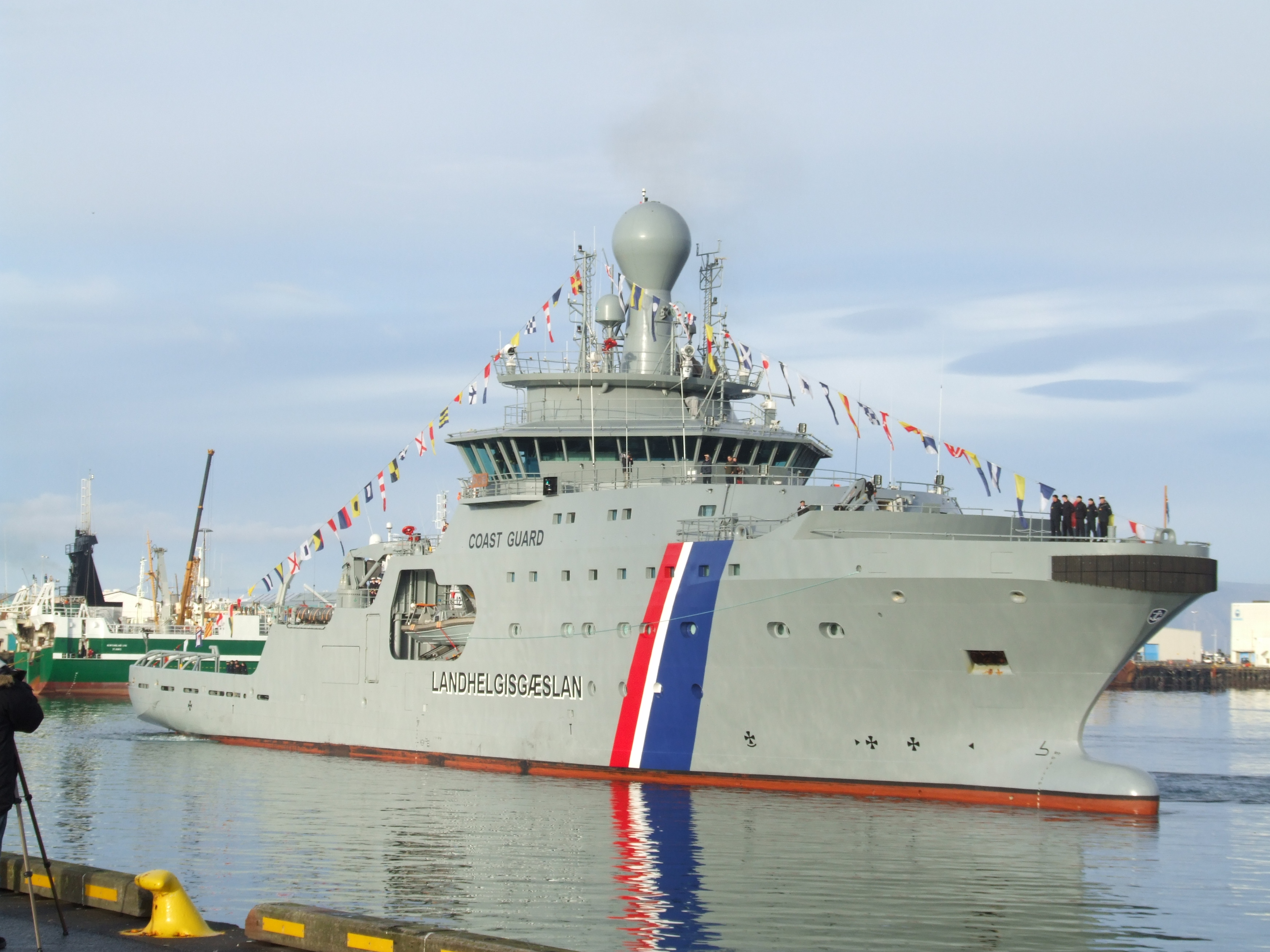
Patrullero multifuncional ICGV Þór construido por ASMAR para el Servicio Guardacostas de Islandia.

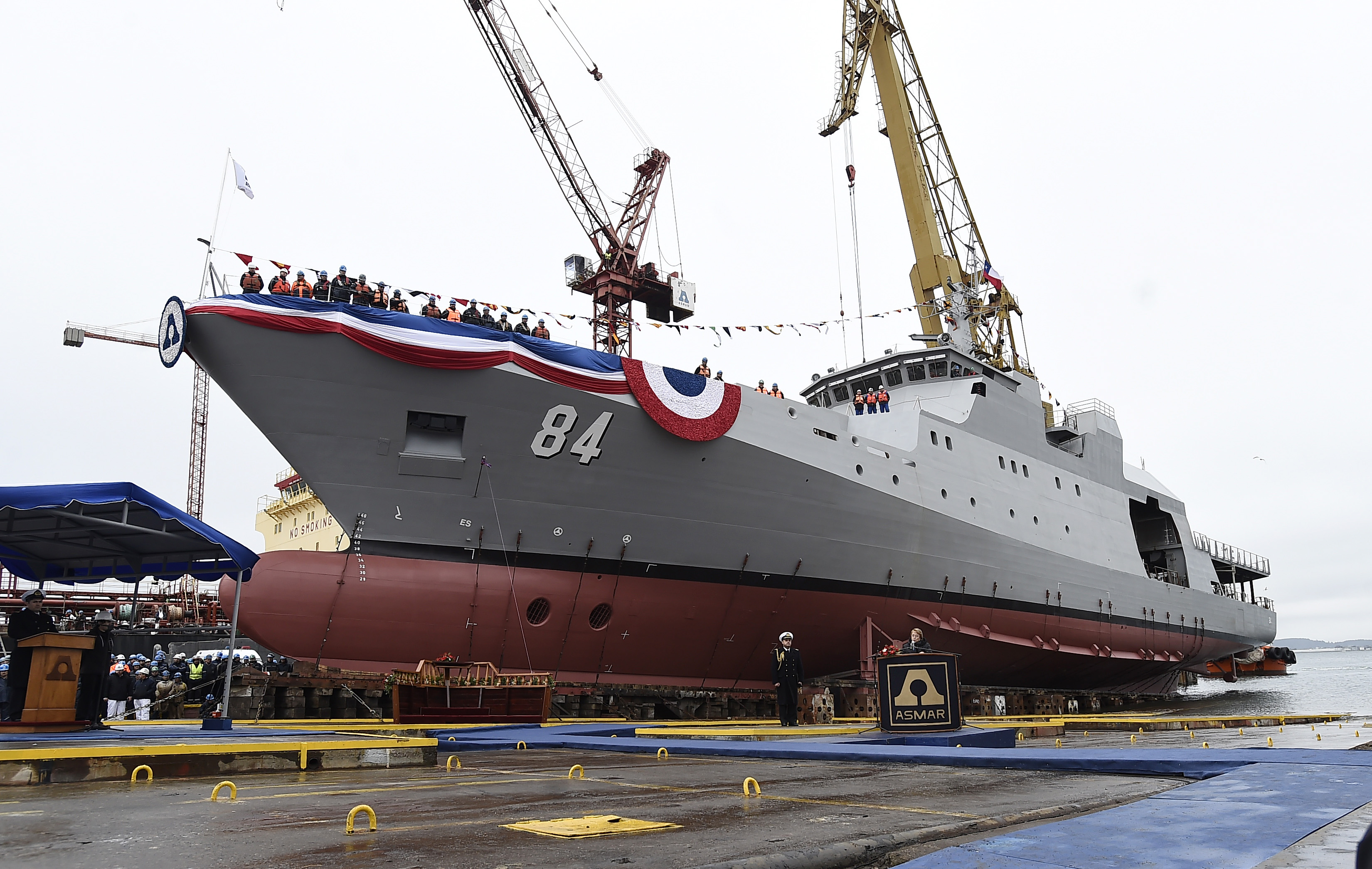
OPV-84 "Cabo Odger" con casco ice class, entregado a la Armada de Chile el 10 de agosto de 2017.

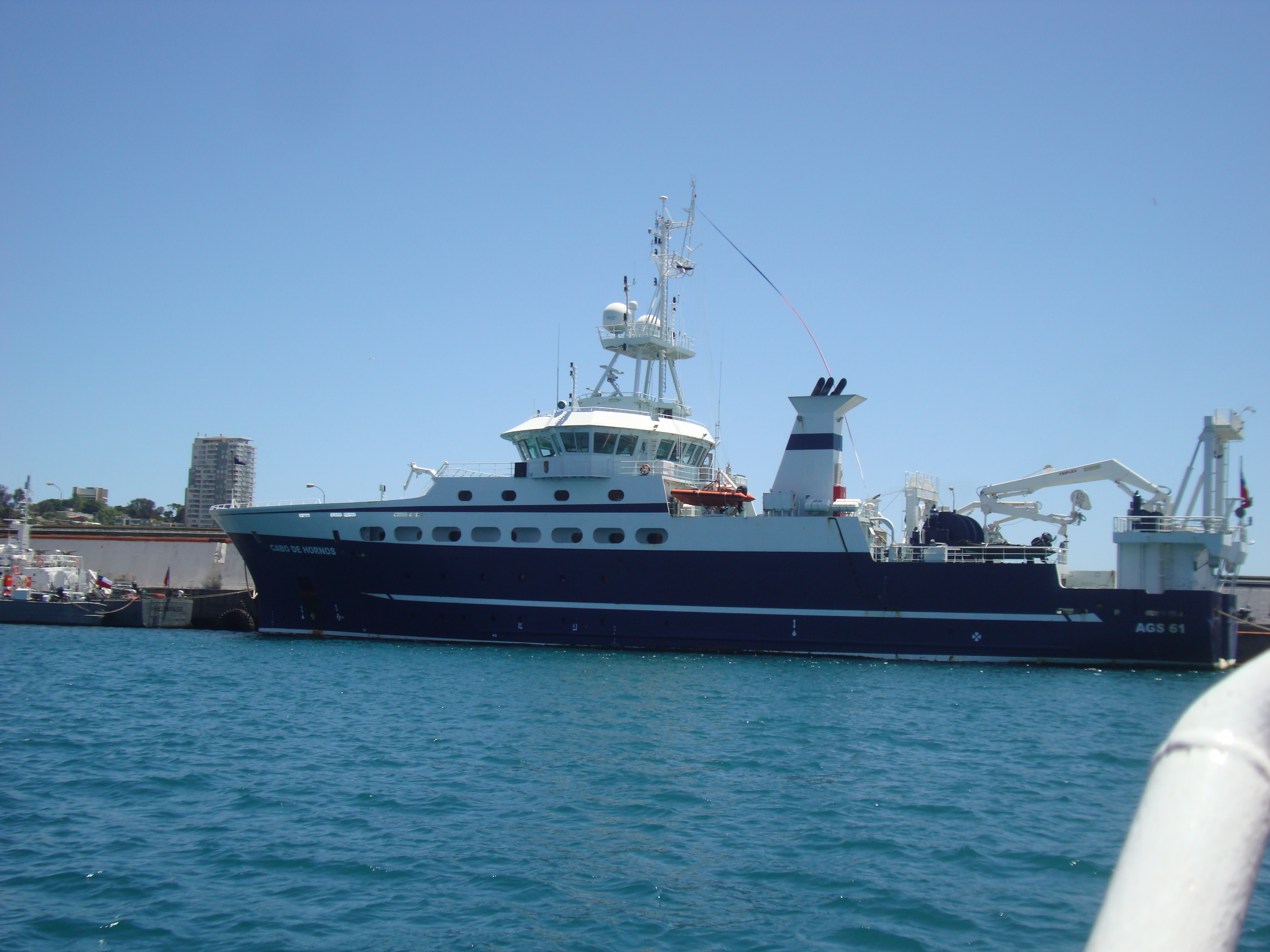
Buque oceanográfico Cabo de Hornos (AGS-61), construido con fines de investigación científica para la Armada de Chile.

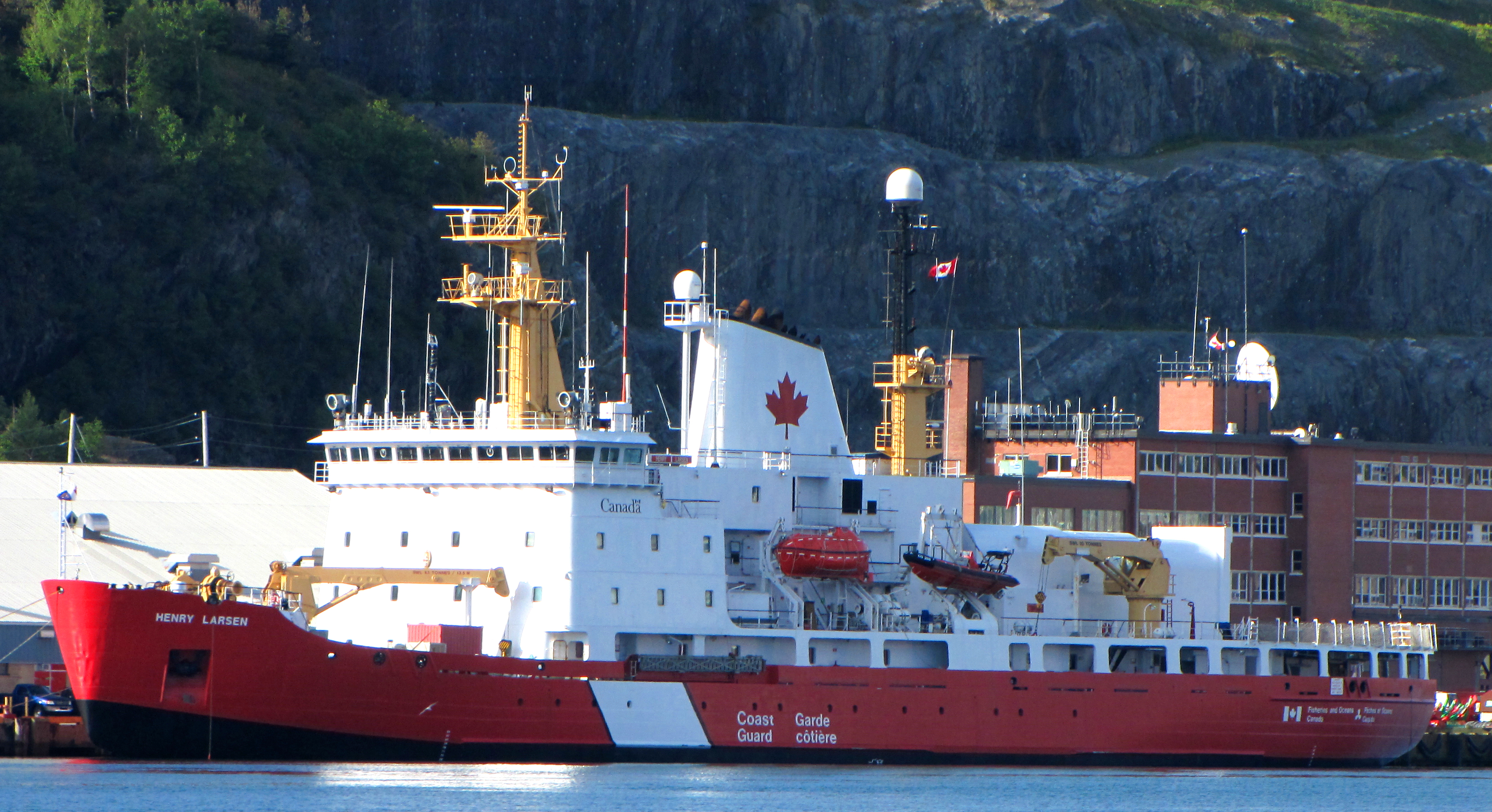
Vard Marine diseñó un buque rompehielos de similares características para ser construido por ASMAR a contar de 2018.

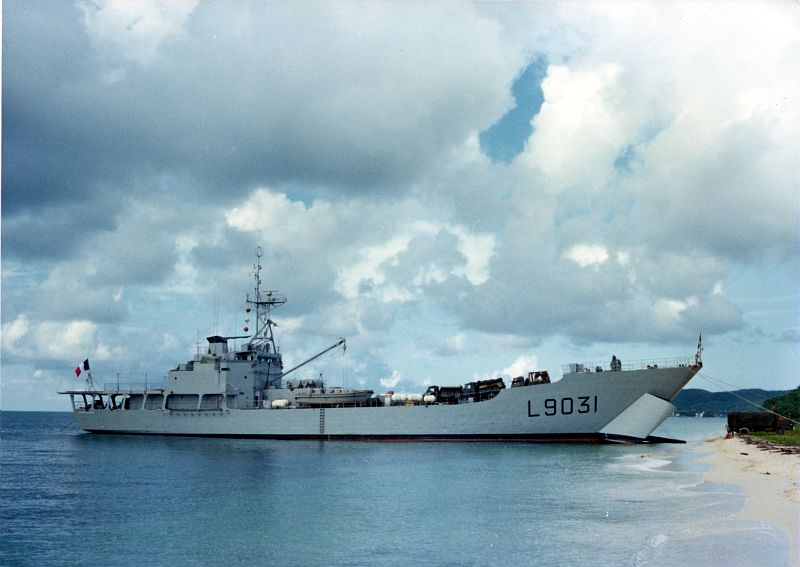
Barcaza clase Batral de origen francés. En Chile, ASMAR construyó 3 unidades de este tipo entre 1982 y 1986.

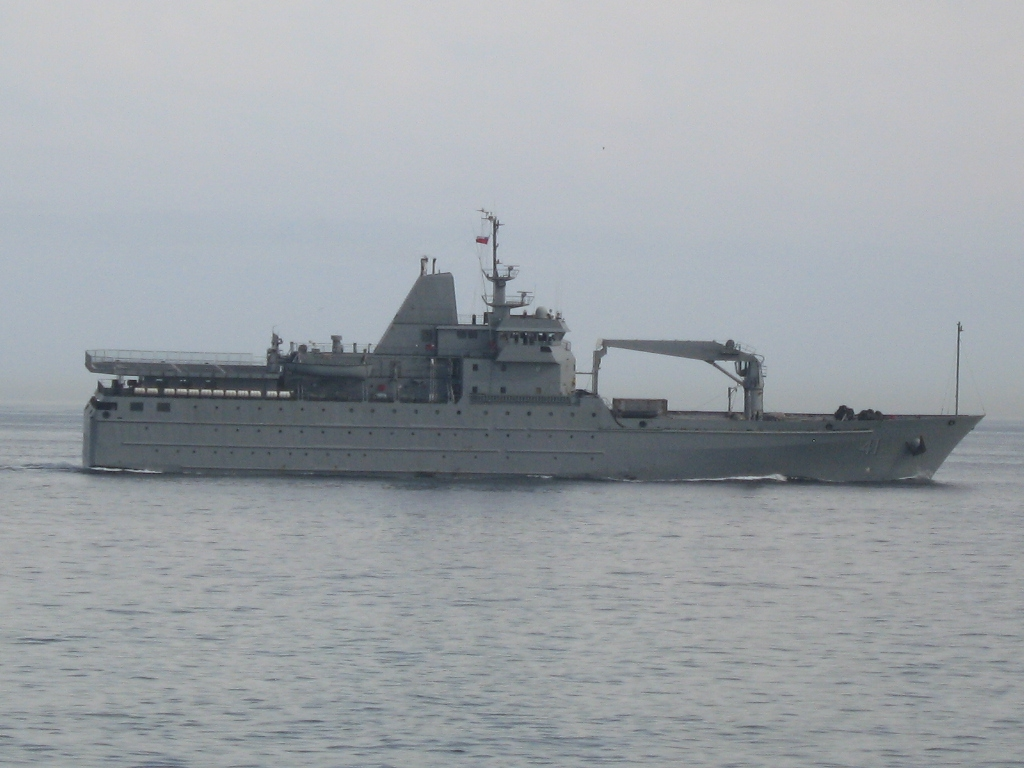
Buque de transporte de carga y pasajeros "Aquiles", construido por ASMAR en 1987.

Actualmente, ASMAR trabaja en la producción de embarcaciones mayores y menores de uso militar y civil. Posee contratos con la Armada de Chile y con VARD Marine de Canadá para el diseño y construcción de un buque rompehielos de 111 metros de eslora, a contar del 2018. También ofrece servicios de mantención, reparación, conversión, alargamiento y modernización de buques para armadores nacionales y extranjeros, lo que le permite posicionarse como un Astillero global.
Las últimas construcciones incluyen unidades del tipo OPV-80 diseñado por Fassmer de Alemania, patrulleros de alta mar de 80,6 metros de eslora, versión de la cual la Armada de Chile encargó 4 unidades. Actualmente, se encuentran en operación bajo los nombres de OPV-81 "Piloto Pardo", OPV-82 "Comandante Toro", OPV-83 "Marinero Fuentealba" y OPV-84 "Cabo Odger".
ASMAR también construyó un patrullero multifuncional, diseño UT-512L de Rolls Royce Marine AS. a pedido de la guardia costera de Islandia el 2008 y entregado el 2011 bajo el nombre de ICGV "Thor". Posee una eslora de 93,65 metros, 15,50 de manga y una potencia instalada de 9.000kW (12.240 bhp) puede alcanzar una velocidad de servicio de 18 nudos.
También ha construido patrulleros medianos denominados PSG (Patrulleros de Servicios Generales) clase Taitao de 320 toneladas y 42,5 metros de eslora, los cuales cumplen tareas de patrullaje costero. Actualmente son 6 los patrulleros de esta clase que opera la Armada de Chile, entre ellos el PSG-71 "Micalvi" y el PSG-72 "Ortiz".
Otro de los productos que ASMAR ha construido son Lanchas de Servicios Generales (LSG) clase Protector, diseñadas por FBM Babcock Marine Limited, con 33 metros de eslora, un desplazamiento de 110 toneladas y una velocidad máxima de 25 nudos para el cumplimiento de funciones de patrullaje costero litoral. A la fecha, ASMAR ha entregado 16 unidades, todas actualmente operativas en la Armada de Chile.
En virtud del contrato firmado el 2007, ASMAR ejecutó la construcción del buque de investigación oceanográfica AGS-61 "Cabo de Hornos", considerado uno de los más modernos del mundo. Previsto ser entregado el año 2011, su construcción se vio retrasada por el terremoto y maremoto del 27 de febrero de 2010, que afectó al astillero de Talcahuano; pese a ello, el buque fue entregado completamente operativo el año 2013.
ASMAR construye a pedido e indicaciones de sus clientes buques pesqueros de diferentes magnitudes; en abril de 2009, entregó el pesquero mixto y de factoría “Nordborg”, buque de última generación de 83,5 metros de eslora para la empresa Hvalnes de Islas Faroe; y en abril del 2012, el buque "Heimaey VE-1" para la empresa Isfelag Vestmannaeyja HF de Islandia, con una eslora de 71,1 metros, un pesquero factoría de cerco/arrastre con planta procesadora.